# کین
گلن توماس کالاوی(به انگلیسی: Gelen Thomas calaway) معروف به کین (به انگلیسی: KANE) یکی از کشتی گیران بازنشسته و با سابقه کمپانی WWE است و همچنین شهردار جمهوری‌خواه شهرستان ناکس است. او در سال ۲۰۲۱ به تالار شهرت دبلیو دبلیو ای پیوست.
وی متولد سال ۱۹۶۷ میلادی است. ورود او به این کمپانی در سال ۱۹۹۷ در پی پر ویو Bad Blood در حین اولین مسابقه جهنم درون یک قفس (Hell In A Cell) بین آندرتیکر و شان مایکلز بوده‌است. دوران اوج کین بین سال های ۱۹۹۷ تا ۲۰۰۳ بود. بعد از ایده حذف ماسک از صورت کین دوران اُفت او کلید خورد. وی در اواخر سال ۲۰۱۰ مصدوم شد و در اواخر سال ۲۰۱۱ مجدد با ماسک بازگشت اما هرگز دوران پُر فروغ قدیم را نداشت. قد کین برابر ۲ متر و ۱۳ سانتی‌متر و وزن او حدود ۱۴۸ کیلوگرم می‌باشد. معروف‌ترین القاب او، هیولای بزرگ قرمز و ماشین بزرگ قرمز است. او به همراه آندرتیکر یکی از بهترین تگ تیم های کمپانی دبلیودبلیوئی به اسم برادران نابودگر (به انگلیسی: The Brothers of Destruction) را تشکیل میدادند.

## تجربهٔ سینمایی
جیکوبز در دو فیلم با نام‌های (2006) See No Evil ۱ و (See No Evil 2 (2014 حضور داشته‌است و نقش یک قاتل زنجیره‌ای را ایفا می‌کند.

### از سال ۲۰۱۱ تا به امروز
کین در اواخر سال ۲۰۱۱ در یکی از شوهای WWE RAW از مصدومیت بازگشت و در حین مسابقه جان سینا و مارک هنری وارد رینگ شد و حرکت Chokeslam را روی جان سینا انجام داد و با این کار این دو با هم درگیر شدند. در رویال رامبل یک مسابقه بین این دو برگزار شد که مساوی تمام شد اما این پایان این درگیری نبود. در پی پر ویو اتاق حذف این دو یک مسابقه آمبولانس دادند که سینا با پیروزی در آن این درگیری را به نفع خودش تمام کرد.

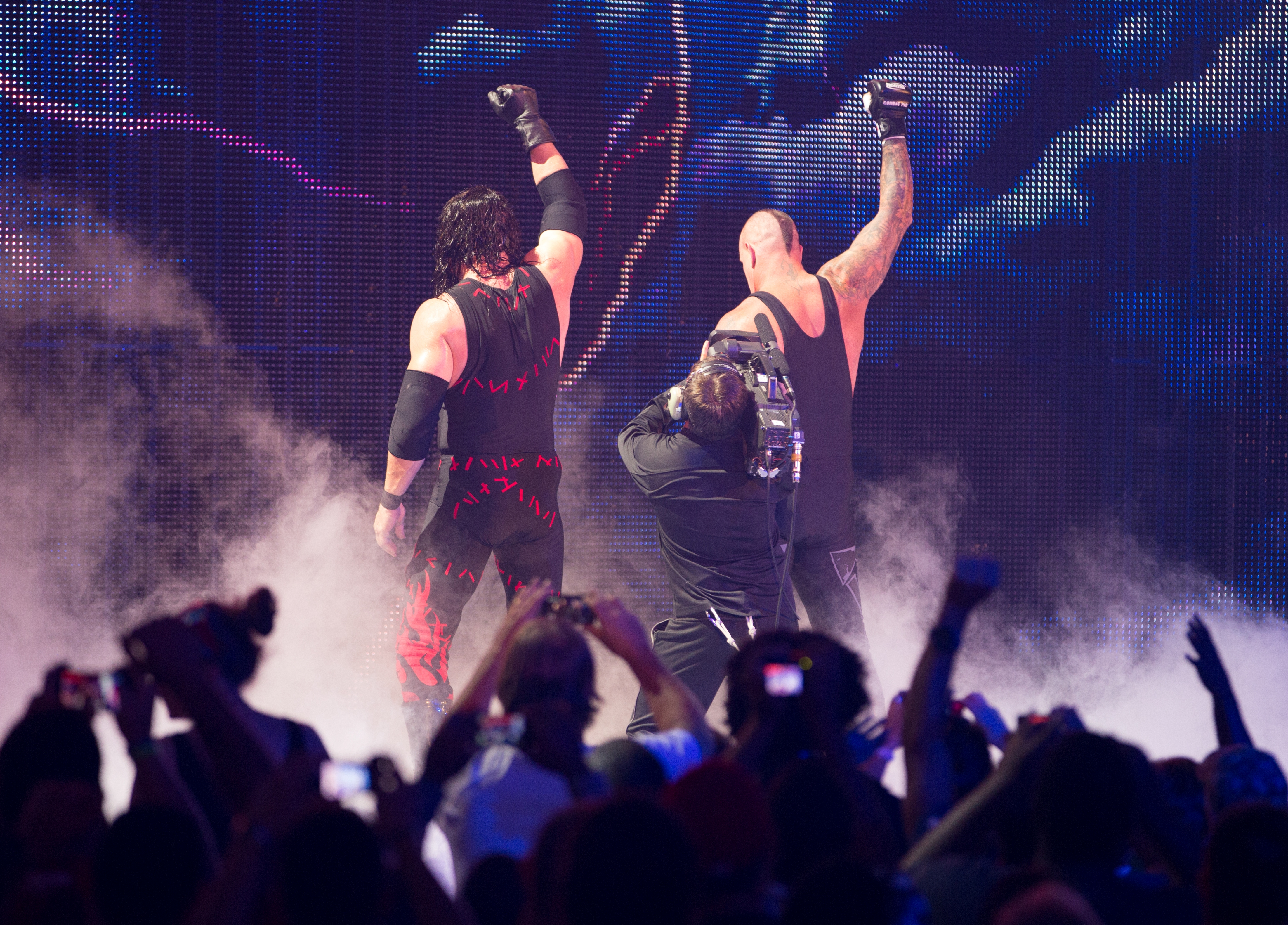
آندرتیکر و کین در قسمت ۱۰۰۰ شوی WWE RAW

مدتی بعد کین با رندی اورتون درگیری پیدا کرد و اورتون را در رسلمانیا ۲۸ شکست داد اما در پی پر ویو اکستریم رولز رندی اورتون تلافی کرد و کین را در یک مسابقه Falls Count Anywhere شکست داد و این درگیری را به نفع خودش به پایان رساند. در قسمت هزارم شوی WWE RAW آندرتیکر و کین (تیم برادران ویرانی) دوباره و برای یک شب با هم متحد شدند و در درگیری با ۶ کشتی‌گیر که به کین حمله کرده بودند پیروز شدند.
مدتی بعد کین با دنیل برایان درگیر شد و آن‌ها در سامراسلم با هم مبارزه کردند که کین با یک غفلت کوچک شکست خورد. مدتی بعد مدیر برنامه‌ریزی WWE RAW اعلام کرد که کین و برایان به جای این که با هم مبارزه کنند باید به صورت یک تیم در پی پر ویو شب قهرمانان سر کمربندهای تگ تیم مسابقه بدهند و در شب قهرمانان کین و برایان با شکست دادن کوفی کینگستون و آر-تروث توانستند صاحب کمربندهای تگ تیم بشوند. آن‌ها از سوایور سریس به بعد با گروه شیلد درگیر شدند و در پی پر ویو میزها، نردبان‌ها و صندلی‌ها با رایبک هم تیمی شدند و با شیلد یک مسابقهٔ میزها، نردبان‌ها و صندلی‌ها دادند که در آن مسابقه شیلد پیروز شد. در رویال رامبل ۲۰۱۳، آن‌ها از عناوین خود مقابل دمین سانداو و کودی رودز و در رسلمانیا ۲۹ در مقابل دولف زیگلر و بیگ ای لنگستون دفاع کردند.
در شوی WWE RAW یک شب بعد از رسلمانیا ۲۹، جایی که گروه شیلد قصد حمله به آندرتیکر (برادر کین) را داشتند، کین و دنیل برایان (تیم هل نو) وارد رینگ شدند و اجازه حمله را به شیلد ندادند. مدتی بعد در یکی از شوهای WWE RAW آندرتیکر و کین (تیم برادران ویرانی) و برایان در مقابل گروه شیلد مسابقه دادند اما شکست خوردند. در شوی WWE SMACKDOWN همان هفته، آندرتیکر در مقابل دین امبروز (یک عضو گروه شیلد) مسابقه داد و پیروز شد اما کمی پس از اتمام مسابقه کل گروه شیلد به آندرتیکر حمله کردند و با حرکت بمب قدرت سه‌گانه او را به میز گزارش‌گران کوبیدند. از آن پس آندرتیکر دیگر در WWE حضور نیافت اما تیم هل نو این درگیری را ادامه دادند. آن‌ها در پی پر ویو اکستریم رولز مقابل ست رالنز و رومن رینز (دو عضو دیگر گروه شیلد) مبارزه کردند اما شکست خوردند و کمربندهای تگ تیم خود را به آن‌ها باختند. پس از آن دنیل برایان و کین دیگر به صورت تیمی فعالیت نکردند. کین در پی پر ویو پی بک و شوی WWE RAW مقابل دین امبروز (قهرمان کمربند US) مبارزه کرد اما در پی بک شکست خورد و در WWE RAW با قانون رد صلاحیت پیروز شد در نتیجه کمربند در دست امبروز باقی ماند. مدتی بعد قرار شد در پی پر ویو مانی این د بنک کین هم در مسابقه نردبانی سر چمدان مانی این د بنک مربوط به کمربند WWE حضور داشته باشد اما در یکی از شوهای WWE RAW قبل از پی پر ویو، کین با حمله تیم خانواده وایت (بری وایت، لوک هارپر و اریک رووان) مواجه شد و برای مدتی مصدوم شد تا این که مدتی بعد به مسابقات برگشت و بری وایت را به یک مسابقه رینگ آتش در سامراسلم طلبید. در آن مسابقه علی‌رغم برتری کامل کین به علت دخلت‌های بقیهٔ تیم خانواده وایت، بری وایت پیروز شد و پس از مسابقه آن‌ها دوباره کین را مصدوم کردند. کین مدتی غایب بود تا پی پر ویو هل این ا سل که در آن جا هنگامی که هارپر و رووان به د میز حمله کرده بودند، بازگشت و آن‌ها را از رینگ بیرون انداخت و به د میز هم حرکت Chokeslam را زد. در شوی WWE RAW یک شب بعد از آن د میز را شکست داد و پس از مسابقه ماسک خود را برداشت و از آن به‌بعد مدیر اجرایی WWE نام گرفت و مسابقه‌ای نداد بلکه دیگر کت و شلوار می‌پوشید و برنامه‌ریزی برخی مسابقات را بر عهده داشت. پس از آن درگیری‌هایی با سث رولینز داشت که قرار شد که در هل این سل ۲۰۱۵ مسابقه‌ای بر سر کمربند قهرمانی سنگین‌وزن جهان برگزار شود که در صورت باخت کین او دیگر مدیر اجرایی نبود که در این مسابقه باخت. بعد از مسابقه تیکر و لزنر در هل این ا سل، بعد از خروج لزنر از سالن، گروه وایت فامیلی به رینگ آمدن و تیکر را زدند و تیکر رو با خودشان بردن. در راو بعد از هل این ا سل وقتی بری وایت {رهبر گروه وایت فامیلی}در حال رجز خوانی برای تیکر بود برادر آندرتیکر یعنی کین به رینگ آمد تا از برادرش دفاع کند ولی وایت فامیلی کین را هم زدند و با خودشان بردند. در راو بعدی هم بری وایت آمد و برای کین و آندرتیکر رجز خوانی کرد و در راو بعدی وسط صحبت‌های بری وایت تم آندرتیکر به صدا درآمد و آندرتیکر و کین تحت عنوان برادران ویرانی{brothers of distraction}وارد شدند و کل وایت فامیلی را زدند. برادرز آف دیستراکشن در سوروایور سریز که بیست و پنجمین سالگرد حضور آندرتیکر در دبلیو دبلیو ای بود به مصاف وایت فامیلی رفتند و پیروز شدند. 
آخرین حضور او در ویال رامبل 2021 بود
کین در سال 2021 به عنوان هال اف فیم معرفی شد و بطور رسمی بازنشسته شد

### زندگی شخصی
جیکوبز از ۲۳ اوت ۱۹۹۵ با کریستال ماوریسا گوینز ازدواج کرد. آن‌ها دو بچه دارند. او در صحنه سیاسی لیبرترین شرکت دارد و نظراتش را از راه بلاگش منتشر می‌کند. او در سال ۲۰۰۸ «ران پال» را برای ریاست جمهوری حمایت می‌کرد. او عضوی از پروژه ایالت آزاد است.
در مصاحبه‌ای با برنامه تام وودز، جیکوبز از وودز، هری براون، ران پاول، جان استاسل، پیتر اسشیف و ماوری راثبارد به عنوان اسطوره‌های سیاسیش نام برد. او بیان کرد اعتقاد ندارد که جامعه بی دولت به موفقیت می‌رسد.

## خصوصیات و افتخارات
- کین در مجموع کَریر خودش ۹۴۹ برد - ۸۷ تساوی و ۸۷۲ باخت داشته است.
- کین در پی پر ویها مجموعاً ۷۱ پیروزی - ۷ تساوی و ۱۰۹ شکست دارد.

### افتخارات

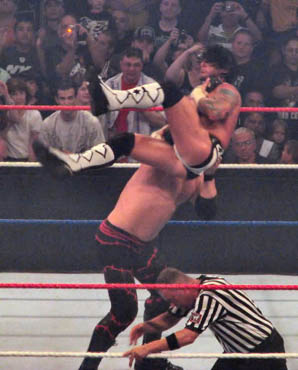
انجام حرکت Chokeslam روی سی ام پانک

- ۱ بار قهرمانی کمربند دبلیودبلیوئی در سال ۱۹۹۸
- ۱ بار قهرمانی کمربند سنگین‌ وزن جهان دبلیودبلیوئی در سال ۲۰۱۰
- برنده مسابقه نردبان ۸ نفره دبلیودبلیوئی مانی این د بنک در سال ۲۰۱۰
- ۱ بار قهرمانی کمربند (ECW) در سال ۲۰۰۸
- ۱ بار قهرمانی کمربند هاردکُر در سال ۲۰۰۱
- ۲ بار قهرمانی کمربند بین قاره‌ای (یک بار در سال ۲۰۰۱ و یک بار در سال ۲۰۰۲)
- ۹ بار قهرمانی تگ تیم جهان: همراه با آندرتیکر (۲ بار)، با ایکس پک (۲ بار)، با منکایند (۲ بار)، با بیگ شو و هوری کین و راب ون دم (با هر کدام ۱ بار)
- ۲ بار قهرمانی تگ تیم WWE: یکبار با بیگ شو در سال ۲۰۱۱ و یکبار با دنیل برایان در سال ۲۰۱۲)
- ۱ بار قهرمانی کمربند تگ تیم WCW همراه با آندرتیکر در سال ۲۰۰۱
- انتخاب بهترین تگ تیم سالِ ۲۰۰۱ توسط مجله PWI به همراه آندرتیکر (The Brothers of Destruction)
- رکورد بیشترین حذف کردن با حذف ۴۶ نفر در مجموع ادوار مسابقات رویال رامبل در تاریخ کمپانی دبلیودبلیوئی
- ۱ بار قهرمانی کمربند ۲۴/۷ در سال ۲۰۱۹

### حرکت پایانی
- چوک اِسلم
- تومبِستون پالدرایور
- فالینگ پاوِربامب (۲۰۰۱ - ۲۰۰۴)

### مربی‌ها و افراد همراه
- پل بیرر
- آندرتیکر

## فعالیتهای هنری
اولین فیلم او به عنوان Jacob Goodnight، جز اولین فیلم‌های WWE بود و بعد از آن هم فیلم See No Evil در روز ۱۹ مه ۲۰۰۶ که آدرس سایت رسمی این فیلم در زیر آورده شده‌است و See No Evil 2 در سال ۲۰۱۴
Jacobs در یک شکل خاص از برنامه بازی WWF در شبکه معروف بازی تلویزیونی به نام The Weakest Link در ماه March سال ۲۰۰۲ ظاهر شد و با شکست دادن Bubba Ray Dudley در راند آخر، بهترین و قویترین لینک بازی شد.
کاراکتر Kane اولین بار در چاپ چهاردهم کتاب کمدی Undertaker در سال ۱۹۹۹ توسط مؤسسه Chaos! Comics که در حال حاضر منسوخ شده‌است، به وجود آمد. این سری از کتاب‌ها کاراکتر کمدی منحصر به فرد خواهر ناتنی جوانتر Kane به نام Jezebelle را نشان می‌داد که البته گفته می‌شود که Jezebelle همانند Kane نتیجه ارتباط نامشروع Paul Bearer با یک زن ناشناس است.